# 观海卫镇
观海卫镇是中国浙江省慈溪市一个镇，辖区面积146平方公里，因观海卫而得名:156，2010年1月观海卫镇成为宁波市卫星城市试点镇，享有部分县级经济社会管理权限，2019年1月21日观海卫镇鸣鹤公布为中国历史文化名镇。

## 历史
宋至元、明、清属慈溪县鸣鹤乡，民国初期属永乂乡、鸣鹤乡、唐荔乡、护龙乡，民国二十一年（1932年）设五区，民国二十九年（1940年）更名为观城区，辖观城镇、师桥镇、福山乡、东山乡、鸣鹤乡、淹浦乡，民国三十一年（1942年）改为观城镇、师桥镇、福山乡、东山乡、鸣鹤乡、洋浦乡、昌明乡、师中乡、淹浦乡、古窑乡，民国三十二年（1943年）师中乡并入师桥镇，民国三十五年（1946年）福山乡、东山乡合并为福东乡，洋浦乡并入观城镇，昌明乡东北部划归东明乡；西南部划归鸣鹤乡，淹浦乡、古窑乡西南部合并为护西乡，境域分属观城镇、师桥镇、福东乡、东明乡、鸣鹤乡、护西乡，民国三十六年（1947年）改为观城镇、师桥镇、鸣鹤乡、东海乡、五磊乡、三浦乡，1950年5月观城区分为观城区、鸣鹤区，1950年6月改为观城镇、河城镇、师桥镇、鸣鹤镇、福山乡、东山乡、山前乡、东海乡、泽山乡、洋浦乡、南港乡、杜湖乡、昌明乡、五中乡、师中乡、师东乡、淹浦乡、岐山乡，分属观城区、鸣鹤区，1951年7月河城镇并入观城镇，师中乡并入师桥镇，1952年撤销师东乡，分别并入师桥镇、淹浦乡，观城镇改为县直属镇，1954年10月洋浦乡更名为五里乡，1956年2月撤销观城区、鸣鹤区，南港乡并入鸣鹤镇，师桥镇、淹浦乡合并为师桥乡，福山乡、东山乡、泽山乡、五里乡合并为卫前乡，杜湖乡、昌明乡、五中乡合并为明湖乡，古窑乡并入岐山乡，山前乡、坿海乡、东海乡合并为山海乡，境域分属观城镇、鸣鹤镇、师桥乡、卫前乡、明湖乡以及岐山乡、山海乡部分，1957年1月复设观城区、鸣鹤区，1958年9月改为五洞闸人民公社一大队、五大队、九大队、十大队、十一大队、十二大队、十三大队、十四大队、十六大队、十七大队，1959年2月改为五洞闸人民公社岐山管理区、观城管理区、淹浦管理区、师桥管理区、东山管理区、山前管理区、五里管理区、泽山管理区、福山管理区、明湖管理区、鸣鹤管理区，1959年7月复设观城镇、师桥镇、鸣鹤镇，1959年9月五里管理区、泽山管理区、福山管理区合并为卫前管理区，1961年11月改为观城镇公社、师桥镇公社、卫前公社、东山公社、淹浦公社、五洞闸公社，属观城区；鸣鹤镇公社、明湖公社，属鸣鹤区，1964年6月鸣鹤区并入观城区，1964年12月鸣鹤镇公社、师桥镇公社改为鸣鹤公社、师桥公社，1966年12月淹浦公社并入师桥公社，1969年3月观城区、龙山区合并为龙观地区，1971年1月撤销龙观地区，恢复观城区，1972年1月师桥公社重新分为师桥公社、淹浦公社，1981年7月东山公社、明湖公社分别更名为东山头公社、宓家埭公社，1983年9月公社改为乡，1984年5月卫前乡分为五里乡、泽山乡、福山乡，1984年6月鸣鹤乡改为鸣鹤镇，1985年1月师桥乡改为师桥镇，1987年2月泽山乡并入观城镇，1992年5月撤销观城区，东山头乡、五里乡、福山乡并入观城镇，淹浦乡、五洞闸乡并入师桥镇，宓家埭乡并入鸣鹤镇，2001年9月观城镇、师桥镇、鸣鹤镇合并为观海卫镇，2006年3月古窑浦村划入掌起镇:8、156-157、580。

## 行政区划
观海卫镇下辖以下地区：
城南社区、城隍庙社区、上横街社区、卫东社区、卫西社区、卫南社区、卫北社区、泽山社区、沈师桥社区、鸣鹤社区、上横街村、山海村、卫东村、卫西村、卫北村、卫南村、王叶村、五里村、天妃宫村、方家村、东山头村、东营村、施叶村、蒋家桥村、锦堂村、新泽村、福山村、三塘头村、大岐山村、小团浦村、五洞闸村、东桥头村、师东村、沈师桥村、洞桥村、昭十三房村、淹浦村、塘下村、双湖村、白洋村、杜岙村、杜家桥村、昌平村、昌兴村、昌明村、宓家桥村、南港村、鸣兴村、湖东村和湖滨村。

## 交通
沈海高速公路（杭州湾跨海大桥南岸连接线）经过观海卫，设有观海卫互通。306省道（原329国道）、中横线（329国道）横穿观海卫，连接慈溪市其他地区。